# Ośrodek Akademicki Barbakan

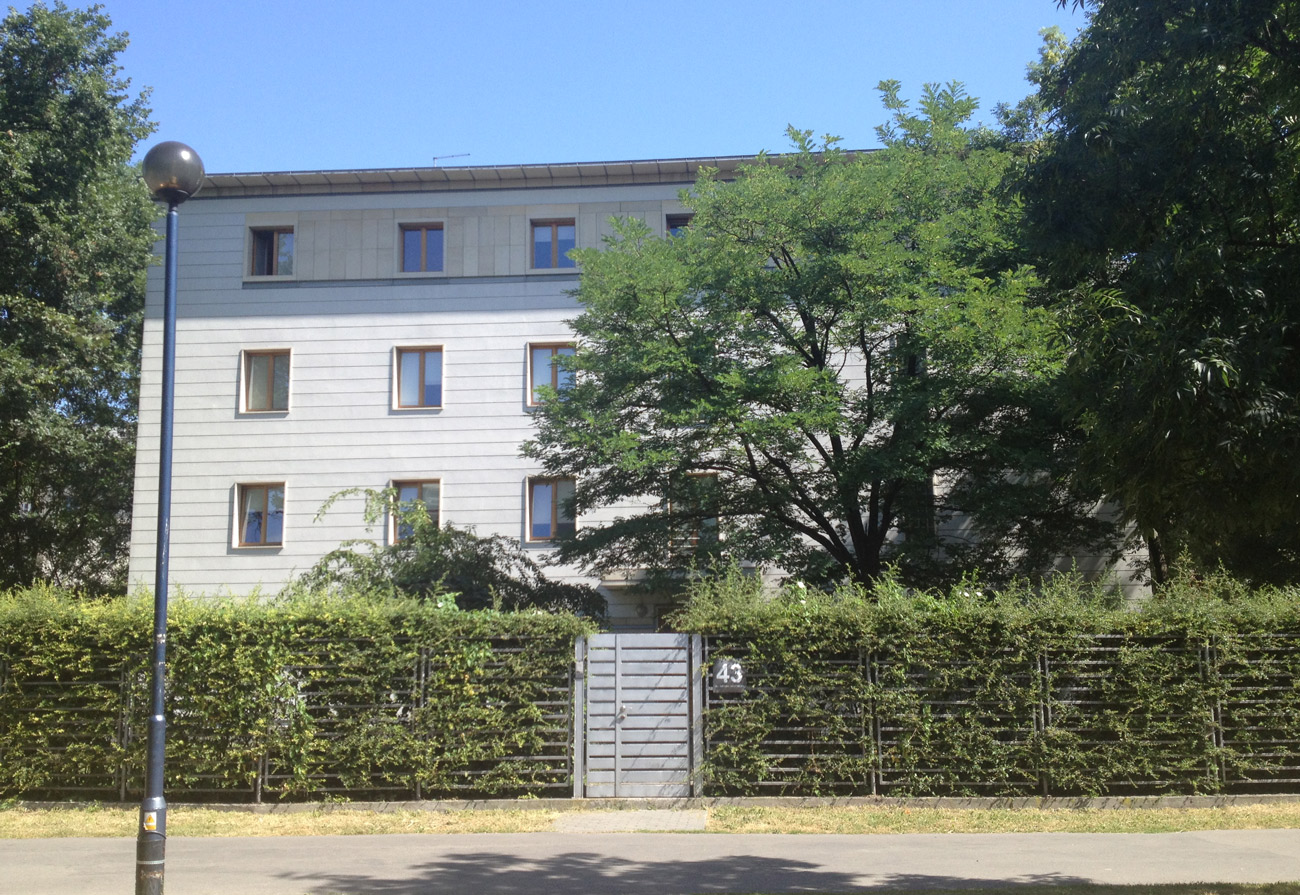
Ośrodek Akademicki Barbakan (2013)

Ośrodek Akademicki Barbakan - męski akademik znajdujący się w Krakowie przy al. Artura Grottgera 43.

## Historia
Ośrodek Barbakan w obecnym kształcie został wybudowany w 2001 r. Jego powstanie łączy się z początkami pracy Opus Dei w Krakowie, która została rozpoczęta na bezpośrednią prośbę Jana Pawła II.

## Działalność
Podobnie jak np. Ośrodek Kulturalny Sołek, Ośrodek Akademicki Przy Filtrowej czy Ośrodek Akademicki Rejs, Barbakan jest ośrodkiem o charakterze katolickim, ukierunkowanym na pracę wśród młodzieży męskiej.
W Barbakanie odbywają się spotkania dla studentów, a także osób pracujących. Organizowane są spotkania z ciekawymi gośćmi, wycieczki, odwiedziny ludzi potrzebujących, kursy nauki, rozgrywki sportowe, rozważania duchowe. Opiekę duchową nad ośrodkiem sprawuje prałatura personalna Opus Dei.
W ośrodku znajduje się czytelnia i kaplica.